# Distretto di Srikakulam
Srikakulam è un distretto dell'India di 2 537 593 abitanti. Capoluogo del distretto è Srikakulam.